# پنگژو
پنگژو (به لاتین: Pengzhou) یک county-level city در جمهوری خلق چین است که در چنگدو واقع شده‌است.

## خصوصیات
پنگژو ۱٬۴۲۰ کیلومترمربع مساحت و ۷۶۲٬۸۸۷ نفر جمعیت دارد.